# Relacja rodzinna

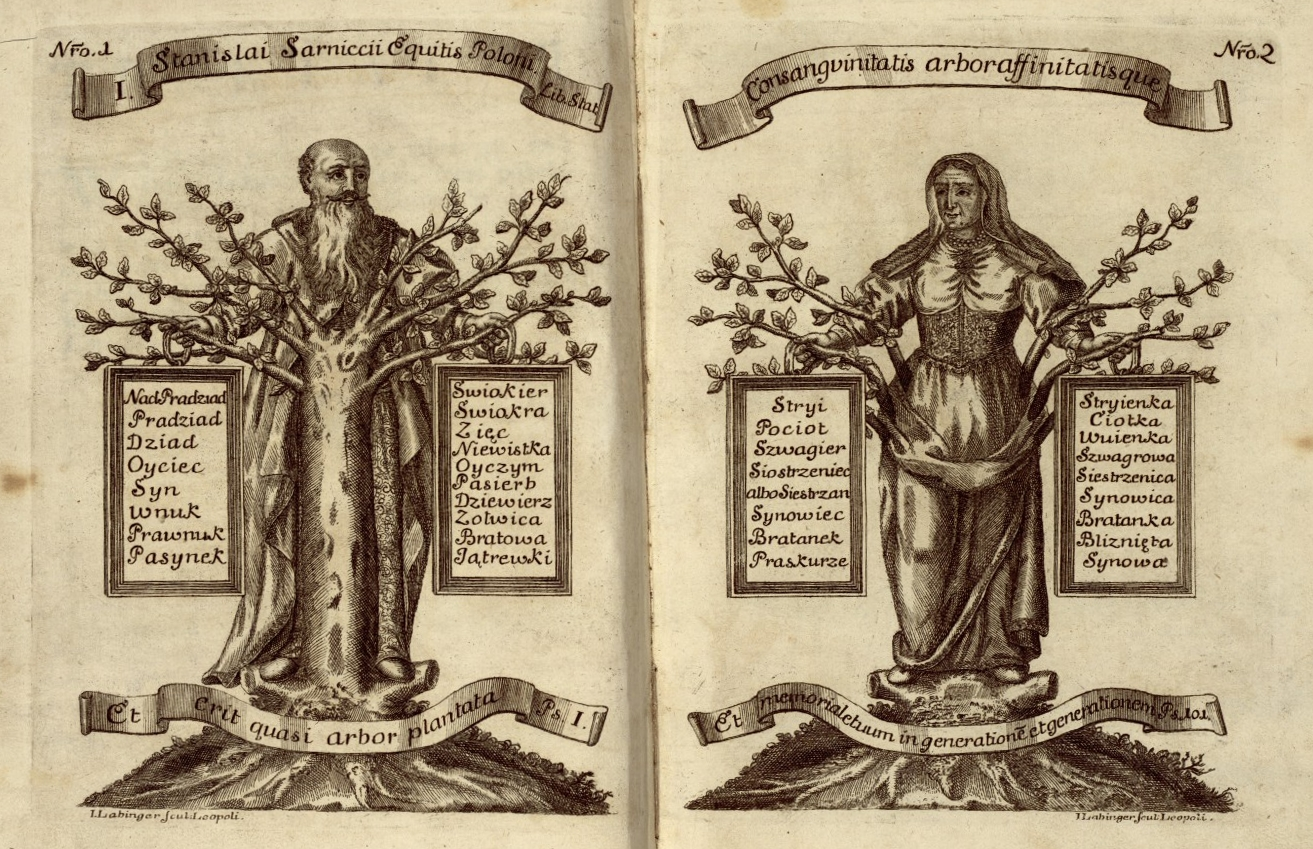
Ilustracje z dzieła „Heraldica to iest osada kleynotow rycerskich” Józefa Jabłonowskiego z 1742 roku pokazująca stopnie pokrewieństwa w linii męskiej i żeńskiej.

Relacja rodzinna (także relacja lub stosunek genealogiczny; pot. nazwa lub rodzaj pokrewieństwa i powinowactwa, nazewnictwo, nazwy członków rodziny) – nazwa i rodzaj stosunku zachodzącego między dwiema osobami należącymi do tej samej rodziny, a wynikającego z faktu filiacji i koicji (w genealogii) lub – szerzej – z pokrewieństwa i powinowactwa (w pozostałych naukach). Na relację taką mają również wpływ stopień pokrewieństwa i powinowactwa (pierwszy, drugi, trzeci itd.), różnica pokoleń oraz linia pokrewieństwa i powinowactwa (prosta i boczna, wstępna i zstępna). Relacje rodzinne oblicza się od jednej osoby, którą w genealogii można nazywać probantem, do innego członka jej rodziny.
Relacje rodzinne można podzielić na relacje proste, wynikające z jednej filiacji (rodzice-dzieci) bądź jednej koicji (między małżonkami; ewentualnie między rodzicami nieślubnego dziecka), oraz relacje złożone z dwóch lub więcej filiacji i koicji, np. probanta z dziadkiem dzielą dwie filiacje, a ze szwagrem – dwie filiacje i jedna koicja.

## Współczesne nazwy relacji rodzinnych
Każdy język posiada własne nazewnictwo relacji rodzinnych, które często obejmują tylko te kręgi rodzinne, które utrzymują ze sobą częste kontakty. Dawniej znało się dalszych krewnych i takich nazywano osobnymi określeniami. Współcześnie zakres pojęcia `rodzina` maleje (coraz częściej oznacza rodzinę małą, tj. rodziców i dzieci, w miejsce rodziny wielkiej), a wskutek tego wychodzą z użycia nazwy dla dalszych krewnych (pociotków).
Poszczególne nazwy zostaną omówione według rodzajów, a na końcu znajduje się powtórzenie w formie alfabetycznej.

### Linia prosta pokrewieństwa
Grupa ta obejmuje osoby, które od siebie pochodzą (w jedną lub drugą stronę), w praktyce ogranicza się na trzecim stopniu pokrewieństwa (pradziadkowie, prawnuki). Dla dalszych stopni stosuje się zwielokrotniony przedrostek "pra-" (np. prapradziadek), co w żargonie genealogicznym czasem różnie zapisuje się z podaniem liczby (np. dziadek 3. stopnia, 3xpradziadek, pra(3)dziadek itp.).
Linię wstępną tworzą przodkowie probanta: rodzice (ojciec, matka), dziadkowie (dziadek, babka), pradziadkowie (pradziadek, prababka), prapradziadkowie (prapradziadek, praprababka), praprapradziadkowie itd.
Linię wstępnych po ojcu nazywa się linią po mieczu (np. babka po mieczu), a linię po matce – po kądzieli (np. dziadek po kądzieli, ale także pradziadek raz po mieczu, dalej po kądzieli). Zamiast określeń po mieczu i po kądzieli można też używać określeń ojczysty (macierzysty) lub ze strony ojca (matki). Wszystkich męskich przodków cały czas po mieczu nazywa się linią męską (patrylinearną), a wszystkie kobiety cały czas po kądzieli – linią żeńską (matrylinearną).
Linię zstępną tworzą potomkowie probanta: dzieci (syn, córka), wnuki (wnuk, wnuczka), prawnuki (prawnuk, prawnuczka), praprawnuki itd.

### Linia boczna pokrewieństwa
W języku polskim wykształcił się szereg osobnych nazw dla rozmaitych relacji.
Gdy probant i jego krewny znajdują się w obrębie tego samego pokolenia, to w drugim stopniu krewnych nazywa się rodzeństwem (brat, siostra). Dotyczy to również rodzeństwa przyrodniego (przyrodni brat, przyrodnia siostra), które pochodzi od jednego tylko rodzica wspólnego z probantem, a drugi rodzic pozostaje różny (zobacz: rodzeństwo). Dzieci narodzone z ciąży mnogiej nazywane są rodzeństwem bliźniaczym (brat-bliźniak, siostra-bliźniaczka, bliźniaczy brat/siostra lub po prostu bliźnię). Z mnogiej ciąży mogą się urodzić (przy wzrastającej liczbie): bliźnięta, trojaczki, czworaczki, pięcioraczki itd.
Dzieci rodzeństwa rodziców (w czwartym stopniu) współcześnie w wielu regionach Polski nazywa się kuzynami. Tradycyjna nazwa takiej relacji, używana nadal w niektórych regionach Polski, to rodzeństwo cioteczne (po siostrze rodzica) lub stryjeczne (po bracie ojca, czasem nieprawidłowo także po bracie matki; rzadziej wujeczne, to już bez zastrzeżeń dla obojga rodziców) – brat cioteczny, siostra cioteczna, brat stryjeczny (wujeczny), siostra stryjeczna (wujeczna).
Krewni dalszych stopni w linii bocznej równej (wspólni pradziadkowie lub dalej) to drugie i dalsze kuzynostwo (drugi, trzeci... kuzyn, druga, trzecia... kuzynka).
Dla uściślenia podaje się relację pomiędzy rodzicami, tak więc dzieci braci ciotecznych są rodzeństwem cioteczno-stryjecznym, dzieci braci stryjecznych stryjeczno-stryjecznym itp.
W przypadku krewnych z różnych pokoleń linii bocznej (pokrewieństwo w linii bocznej nierównej), współcześnie coraz częściej dla wszystkich stopni stosuje się jednolitą nazwę: wujostwo (wuj/wujek, ciotka/ciocia). Dotyczy to zarówno czyjegoś krewnego (rodzeństwo rodzica, rodzeństwo dziadka itd.) jak i małżonka tego krewnego, który jest już powinowatym (patrz niżej).
Nadal stosuje się jednak w trzecim stopniu pokrewieństwa (tj. dla rodzeństwa rodziców) ze strony ojca określenie stryjostwo – stryj/stryjek (brat ojca), czasem także stryjenka/stryjna na żonę stryja, czyli bratową ojca (nieprawidłowo na siostrę ojca). Stąd wywodzi się rodzeństwo stryjeczne (w czwartym stopniu). Rodzeństwo matki to zawsze wuj lub ciotka, które to określenia mogą również oznaczać rodzeństwo ojca. Podobnymi terminami określa się powinowatych małżonków krewnego wuja/ciotki (patrz niżej).
W tradycyjnej terminologii, w czwartym stopniu krewnymi w linii bocznej nierównej (rodzeństwo dziadków) są dziadkowie cioteczni lub stryjeczni. Dalsze pokrewieństwa określa się podobnie jak w przypadku dalszych kuzynów, tak więc cioteczny brat dziadka to dziadek cioteczno-stryjeczny itp.; potocznie jednak wszystkich krewnych z poprzednich pokoleń w linii bocznej nierównej nazywa się wujkami i ciotkami.
Dzieci brata to bratanek i bratanica, a dzieci siostry to siostrzeniec i siostrzenica. Tradycyjnie w przypadku mężczyzny wnuki brata to wnuk stryjeczny / wnuczka stryjeczna, a wnuki siostry to wnuk wujeczny / wnuczka wujeczna lub też, w przypadku kobiety wnuki brata/siostry to wnuk cioteczny / wnuczka cioteczna
Uwaga: określenia kuzynostwo, wujostwo i stryjostwo używane są najczęściej do nazwania nie ogółu osób spokrewnionych w jakiś jeden sposób (wszyscy kuzyni albo wszyscy wujowie i ciotki), lecz określa się nimi kuzyna/wuja/stryja i jego małżonkę, a więc krewnego i powinowatego (kuzyn + żona = kuzynostwo; wuj + żona = wujostwo; stryj + żona = stryjostwo).

### Linia prosta powinowactwa
Powinowactwo rozszerza rodzinę m.in. o krewnych osoby biorącej ślub z probantem. Jeżeli małżeństwo zawiera sam probant, to ze współmałżonkiem (mąż lub żona) nie łączy go ani pokrewieństwo ani powinowactwo (co do zasady).
Rodzice męża lub żony to współcześnie teściowie (teść, teściowa), ale spotyka się jeszcze swoiste określenie na rodziców samego męża: świekra i świekr (świekier). Dla rodziców jednego ze współmałżonków drugi z nich to zięć (mąż córki) lub synowa (żona syna).
Jeżeli współmałżonek probanta ma dzieci z poprzednich związków, to dla probanta są to pasierb (syn) lub pasierbica (córka), a probant jest dla tych dzieci ojczymem (mąż matki) bądź macochą (żona ojca). Tacy rodzice i dzieci nazywani są przybranymi (przybrany ojciec, matka, syn, córka), a rodzina – rodziną przybraną.

### Linia boczna powinowactwa
W linii bocznej powinowactwo:
- łączy probanta z jakimś krewnym jego małżonka albo
- łączy poprzez osobę krewnego probanta małżonka tego krewnego z probantem.

Szwagier to brat małżonka/żony lub mąż siostry. Szwagierka to siostra współmałżonka, bratowa to żona brata. Zwyczajowo nazywa się również szwagrem brata bratowej lub szwagra albo męża szwagierki, analogicznie szwagierką siostrę bratowej, szwagra lub szwagierki albo żonę szwagra. Osób tych nie łączy już jednak stosunek prawny powinowactwa.
Małżonek kuzyna, kuzynki, wuja i ciotki nazywa się na ogół tak samo, np. mąż kuzynki (czyli cioteczny lub stryjeczny szwagier) to po prostu kuzyn. Żoną stryja jest stryjenka lub stryjna. Żona wuja to wujenka lub wujna. Wuj/wujek jest też określeniem męża ciotki; zanikło obecnie swoiste określenie męża ciotki pociot (rzadziej naciot), po którym zostało tylko słowo pociotek, oznaczające żartobliwie dalekiego krewnego lub powinowatego.
Rzadko stosuje się jakieś inne, swoiste wyrazy dla np. dziadka od żony, wujka od męża, męża babki ciotecznej itp. Bardzo często (zwłaszcza dla par posiadających wspólne dzieci) rodziców, dziadków, kuzynostwo czy wujostwo każdego z małżonków (rodziców) w kontaktach osobistych nazywa się (po prostu) ojcem, babcią, kuzynem, ciocią itd.

### Dalsze koligacje
W świetle przepisów prawa powinowactwo kończy się na relacji pomiędzy współmałżonkiem probanta a krewnymi probanta oraz na relacji pomiędzy samym probantem a krewnymi jego współmałżonka. Pozostałe relacje żargonowo nazywane są zimnym powinowactwem i nie są brane pod uwagę przez prawo jako powinowactwo, ale życie rodzinne jest bardziej złożone i dopuszcza i nazywa także dalsze relacje rodzinne, w których różne rodziny przenikają się wzajemnie (koligacje).
Dzieci rodzica przybranego (ojczyma, macochy) z poprzednich związków nie są z probantem spowinowacone, ale czasem nazywa się je rodzeństwem przyrodnim (nieprawidłowo) lub przez analogię rodzeństwem przybranym (przybrany brat, przybrana siostra).
Należy podkreślić, że o ile przykładowo brat żony to szwagier, a jego żonę nazywa się czasami również szwagierką, to między probantem a żoną brata żony probanta (czyli ową nieprawidłową `szwagierką`) nie zachodzi powinowactwo. Podobnie dotyczy to szwagra i bratowej.
Rodzice zięcia i synowej bywają w niektórych regionach Polski określani jako swat i swatowa (swachna, swacha).

### Diagram współczesnych nazw relacji rodzinnych
|                  |                  |                  |                  |                  |                  |  |  |                                    |                                    |                                    |                                    | pradziadek                         | pradziadek                         | pradziadek | pradziadek | pradziadek                  | pradziadek                  |                             |                             | prababka                    | prababka                    | prababka | prababka | prababka                   | prababka                   |                            |                            |                            |                            |  |  |                              |                              |                              |                              |                              |                              |                            |                            |                                   |                                   |                                   |                                   | pradziadek                        | pradziadek                        | pradziadek                    | pradziadek                    | pradziadek                    | pradziadek                    |                          |                          | prababka                 | prababka                 | prababka                 | prababka                 | prababka                      | prababka                      |                               |                               |                               |                               |                             |                             |                             |                             |                           |                           |                           |                           |  |  |         |         |         |         |         |         |  |  |                  |                  |                  |                  |                  |                  |  |  |             |             |             |             |             |             |  |  |                  |                  |                  |                  |                  |                  |  |  |
|                  |                  |                  |                  |                  |                  |  |  |                                    |                                    |                                    |                                    | pradziadek                         | pradziadek                         | pradziadek | pradziadek | pradziadek                  | pradziadek                  |                             |                             | prababka                    | prababka                    | prababka | prababka | prababka                   | prababka                   |                            |                            |                            |                            |  |  |                              |                              |                              |                              |                              |                              |                            |                            |                                   |                                   |                                   |                                   | pradziadek                        | pradziadek                        | pradziadek                    | pradziadek                    | pradziadek                    | pradziadek                    |                          |                          | prababka                 | prababka                 | prababka                 | prababka                 | prababka                      | prababka                      |                               |                               |                               |                               |                             |                             |                             |                             |                           |                           |                           |                           |  |  |         |         |         |         |         |         |  |  |                  |                  |                  |                  |                  |                  |  |  |             |             |             |             |             |             |  |  |                  |                  |                  |                  |                  |                  |  |  |
|                  |                  |                  |                  |                  |                  |  |  |                                    |                                    |                                    |                                    |                                    |                                    |            |            |                             |                             |                             |                             |                             |                             |          |          |                            |                            |                            |                            |                            |                            |  |  |                              |                              |                              |                              |                              |                              |                            |                            |                                   |                                   |                                   |                                   |                                   |                                   |                               |                               |                               |                               |                          |                          |                          |                          |                          |                          |                               |                               |                               |                               |                               |                               |                             |                             |                             |                             |                           |                           |                           |                           |  |  |         |         |         |         |         |         |  |  |                  |                  |                  |                  |                  |                  |  |  |             |             |             |             |             |             |  |  |                  |                  |                  |                  |                  |                  |  |  |
|                  |                  |                  |                  |                  |                  |  |  |                                    |                                    |                                    |                                    |                                    |                                    |            |            |                             |                             |                             |                             |                             |                             |          |          |                            |                            |                            |                            |                            |                            |  |  |                              |                              |                              |                              |                              |                              |                            |                            |                                   |                                   |                                   |                                   |                                   |                                   |                               |                               |                               |                               |                          |                          |                          |                          |                          |                          |                               |                               |                               |                               |                               |                               |                             |                             |                             |                             |                           |                           |                           |                           |  |  |         |         |         |         |         |         |  |  |                  |                  |                  |                  |                  |                  |  |  |             |             |             |             |             |             |  |  |                  |                  |                  |                  |                  |                  |  |  |
| babka stryjeczna | babka stryjeczna | babka stryjeczna | babka stryjeczna | babka stryjeczna | babka stryjeczna |  |  | dziadek stryjeczny (stryj lub wuj) | dziadek stryjeczny (stryj lub wuj) | dziadek stryjeczny (stryj lub wuj) | dziadek stryjeczny (stryj lub wuj) | dziadek stryjeczny (stryj lub wuj) | dziadek stryjeczny (stryj lub wuj) |            |            | babka cioteczna (ciotka)    | babka cioteczna (ciotka)    | babka cioteczna (ciotka)    | babka cioteczna (ciotka)    | babka cioteczna (ciotka)    | babka cioteczna (ciotka)    |          |          | dziadek ojczysty (dziadek) | dziadek ojczysty (dziadek) | dziadek ojczysty (dziadek) | dziadek ojczysty (dziadek) | dziadek ojczysty (dziadek) | dziadek ojczysty (dziadek) |  |  | babka ojczysta (babka)       | babka ojczysta (babka)       | babka ojczysta (babka)       | babka ojczysta (babka)       | babka ojczysta (babka)       | babka ojczysta (babka)       |                            |                            | dziadek wujeczny/ cioteczny (wuj) | dziadek wujeczny/ cioteczny (wuj) | dziadek wujeczny/ cioteczny (wuj) | dziadek wujeczny/ cioteczny (wuj) | dziadek wujeczny/ cioteczny (wuj) | dziadek wujeczny/ cioteczny (wuj) |                               |                               | babka cioteczna (ciotka)      | babka cioteczna (ciotka)      | babka cioteczna (ciotka) | babka cioteczna (ciotka) | babka cioteczna (ciotka) | babka cioteczna (ciotka) |                          |                          | dziadek macierzysty (dziadek) | dziadek macierzysty (dziadek) | dziadek macierzysty (dziadek) | dziadek macierzysty (dziadek) | dziadek macierzysty (dziadek) | dziadek macierzysty (dziadek) |                             |                             | babka macierzysta (babka)   | babka macierzysta (babka)   | babka macierzysta (babka) | babka macierzysta (babka) | babka macierzysta (babka) | babka macierzysta (babka) |  |  |         |         |         |         |         |         |  |  |                  |                  |                  |                  |                  |                  |  |  |             |             |             |             |             |             |  |  |                  |                  |                  |                  |                  |                  |  |  |
| babka stryjeczna | babka stryjeczna | babka stryjeczna | babka stryjeczna | babka stryjeczna | babka stryjeczna |  |  | dziadek stryjeczny (stryj lub wuj) | dziadek stryjeczny (stryj lub wuj) | dziadek stryjeczny (stryj lub wuj) | dziadek stryjeczny (stryj lub wuj) | dziadek stryjeczny (stryj lub wuj) | dziadek stryjeczny (stryj lub wuj) |            |            | babka cioteczna (ciotka)    | babka cioteczna (ciotka)    | babka cioteczna (ciotka)    | babka cioteczna (ciotka)    | babka cioteczna (ciotka)    | babka cioteczna (ciotka)    |          |          | dziadek ojczysty (dziadek) | dziadek ojczysty (dziadek) | dziadek ojczysty (dziadek) | dziadek ojczysty (dziadek) | dziadek ojczysty (dziadek) | dziadek ojczysty (dziadek) |  |  | babka ojczysta (babka)       | babka ojczysta (babka)       | babka ojczysta (babka)       | babka ojczysta (babka)       | babka ojczysta (babka)       | babka ojczysta (babka)       |                            |                            | dziadek wujeczny/ cioteczny (wuj) | dziadek wujeczny/ cioteczny (wuj) | dziadek wujeczny/ cioteczny (wuj) | dziadek wujeczny/ cioteczny (wuj) | dziadek wujeczny/ cioteczny (wuj) | dziadek wujeczny/ cioteczny (wuj) |                               |                               | babka cioteczna (ciotka)      | babka cioteczna (ciotka)      | babka cioteczna (ciotka) | babka cioteczna (ciotka) | babka cioteczna (ciotka) | babka cioteczna (ciotka) |                          |                          | dziadek macierzysty (dziadek) | dziadek macierzysty (dziadek) | dziadek macierzysty (dziadek) | dziadek macierzysty (dziadek) | dziadek macierzysty (dziadek) | dziadek macierzysty (dziadek) |                             |                             | babka macierzysta (babka)   | babka macierzysta (babka)   | babka macierzysta (babka) | babka macierzysta (babka) | babka macierzysta (babka) | babka macierzysta (babka) |  |  |         |         |         |         |         |         |  |  |                  |                  |                  |                  |                  |                  |  |  |             |             |             |             |             |             |  |  |                  |                  |                  |                  |                  |                  |  |  |
|                  |                  |                  |                  |                  |                  |  |  |                                    |                                    |                                    |                                    |                                    |                                    |            |            |                             |                             |                             |                             |                             |                             |          |          |                            |                            |                            |                            |                            |                            |  |  |                              |                              |                              |                              |                              |                              |                            |                            |                                   |                                   |                                   |                                   |                                   |                                   |                               |                               |                               |                               |                          |                          |                          |                          |                          |                          |                               |                               |                               |                               |                               |                               |                             |                             |                             |                             |                           |                           |                           |                           |  |  |         |         |         |         |         |         |  |  |                  |                  |                  |                  |                  |                  |  |  |             |             |             |             |             |             |  |  |                  |                  |                  |                  |                  |                  |  |  |
|                  |                  |                  |                  |                  |                  |  |  |                                    |                                    |                                    |                                    |                                    |                                    |            |            |                             |                             |                             |                             |                             |                             |          |          |                            |                            |                            |                            |                            |                            |  |  |                              |                              |                              |                              |                              |                              |                            |                            |                                   |                                   |                                   |                                   |                                   |                                   |                               |                               |                               |                               |                          |                          |                          |                          |                          |                          |                               |                               |                               |                               |                               |                               |                             |                             |                             |                             |                           |                           |                           |                           |  |  |         |         |         |         |         |         |  |  |                  |                  |                  |                  |                  |                  |  |  |             |             |             |             |             |             |  |  |                  |                  |                  |                  |                  |                  |  |  |
|                  |                  |                  |                  |                  |                  |  |  | wuj                                | wuj                                | wuj                                | wuj                                | wuj                                | wuj                                |            |            | ciotka                      | ciotka                      | ciotka                      | ciotka                      | ciotka                      | ciotka                      |          |          | stryj (wuj)                | stryj (wuj)                | stryj (wuj)                | stryj (wuj)                | stryj (wuj)                | stryj (wuj)                |  |  | stryjenka (wujenka, ciotka)  | stryjenka (wujenka, ciotka)  | stryjenka (wujenka, ciotka)  | stryjenka (wujenka, ciotka)  | stryjenka (wujenka, ciotka)  | stryjenka (wujenka, ciotka)  |                            |                            | ojciec                            | ojciec                            | ojciec                            | ojciec                            | ojciec                            | ojciec                            |                               |                               | matka                         | matka                         | matka                    | matka                    | matka                    | matka                    |                          |                          | wuj                           | wuj                           | wuj                           | wuj                           | wuj                           | wuj                           |                             |                             | ciotka                      | ciotka                      | ciotka                    | ciotka                    | ciotka                    | ciotka                    |  |  | wuj     | wuj     | wuj     | wuj     | wuj     | wuj     |  |  | wujenka (ciotka) | wujenka (ciotka) | wujenka (ciotka) | wujenka (ciotka) | wujenka (ciotka) | wujenka (ciotka) |  |  | teść/świekr | teść/świekr | teść/świekr | teść/świekr | teść/świekr | teść/świekr |  |  | teściowa/świekra | teściowa/świekra | teściowa/świekra | teściowa/świekra | teściowa/świekra | teściowa/świekra |  |  |
|                  |                  |                  |                  |                  |                  |  |  | wuj                                | wuj                                | wuj                                | wuj                                | wuj                                | wuj                                |            |            | ciotka                      | ciotka                      | ciotka                      | ciotka                      | ciotka                      | ciotka                      |          |          | stryj (wuj)                | stryj (wuj)                | stryj (wuj)                | stryj (wuj)                | stryj (wuj)                | stryj (wuj)                |  |  | stryjenka (wujenka, ciotka)  | stryjenka (wujenka, ciotka)  | stryjenka (wujenka, ciotka)  | stryjenka (wujenka, ciotka)  | stryjenka (wujenka, ciotka)  | stryjenka (wujenka, ciotka)  |                            |                            | ojciec                            | ojciec                            | ojciec                            | ojciec                            | ojciec                            | ojciec                            |                               |                               | matka                         | matka                         | matka                    | matka                    | matka                    | matka                    |                          |                          | wuj                           | wuj                           | wuj                           | wuj                           | wuj                           | wuj                           |                             |                             | ciotka                      | ciotka                      | ciotka                    | ciotka                    | ciotka                    | ciotka                    |  |  | wuj     | wuj     | wuj     | wuj     | wuj     | wuj     |  |  | wujenka (ciotka) | wujenka (ciotka) | wujenka (ciotka) | wujenka (ciotka) | wujenka (ciotka) | wujenka (ciotka) |  |  | teść/świekr | teść/świekr | teść/świekr | teść/świekr | teść/świekr | teść/świekr |  |  | teściowa/świekra | teściowa/świekra | teściowa/świekra | teściowa/świekra | teściowa/świekra | teściowa/świekra |  |  |
|                  |                  |                  |                  |                  |                  |  |  |                                    |                                    |                                    |                                    |                                    |                                    |            |            |                             |                             |                             |                             |                             |                             |          |          |                            |                            |                            |                            |                            |                            |  |  |                              |                              |                              |                              |                              |                              |                            |                            |                                   |                                   |                                   |                                   |                                   |                                   |                               |                               |                               |                               |                          |                          |                          |                          |                          |                          |                               |                               |                               |                               |                               |                               |                             |                             |                             |                             |                           |                           |                           |                           |  |  |         |         |         |         |         |         |  |  |                  |                  |                  |                  |                  |                  |  |  |             |             |             |             |             |             |  |  |                  |                  |                  |                  |                  |                  |  |  |
|                  |                  |                  |                  |                  |                  |  |  |                                    |                                    |                                    |                                    |                                    |                                    |            |            |                             |                             |                             |                             |                             |                             |          |          |                            |                            |                            |                            |                            |                            |  |  |                              |                              |                              |                              |                              |                              |                            |                            |                                   |                                   |                                   |                                   |                                   |                                   |                               |                               |                               |                               |                          |                          |                          |                          |                          |                          |                               |                               |                               |                               |                               |                               |                             |                             |                             |                             |                           |                           |                           |                           |  |  |         |         |         |         |         |         |  |  |                  |                  |                  |                  |                  |                  |  |  |             |             |             |             |             |             |  |  |                  |                  |                  |                  |                  |                  |  |  |
|                  |                  |                  |                  |                  |                  |  |  | brat cioteczny (kuzyn)             | brat cioteczny (kuzyn)             | brat cioteczny (kuzyn)             | brat cioteczny (kuzyn)             | brat cioteczny (kuzyn)             | brat cioteczny (kuzyn)             |            |            | siostra cioteczna (kuzynka) | siostra cioteczna (kuzynka) | siostra cioteczna (kuzynka) | siostra cioteczna (kuzynka) | siostra cioteczna (kuzynka) | siostra cioteczna (kuzynka) |          |          | brat stryjeczny (kuzyn)    | brat stryjeczny (kuzyn)    | brat stryjeczny (kuzyn)    | brat stryjeczny (kuzyn)    | brat stryjeczny (kuzyn)    | brat stryjeczny (kuzyn)    |  |  | siostra stryjeczna (kuzynka) | siostra stryjeczna (kuzynka) | siostra stryjeczna (kuzynka) | siostra stryjeczna (kuzynka) | siostra stryjeczna (kuzynka) | siostra stryjeczna (kuzynka) |                            |                            | brat                              | brat                              | brat                              | brat                              | brat                              | brat                              |                               |                               | bratowa                       | bratowa                       | bratowa                  | bratowa                  | bratowa                  | bratowa                  |                          |                          | szwagier                      | szwagier                      | szwagier                      | szwagier                      | szwagier                      | szwagier                      |                             |                             | siostra                     | siostra                     | siostra                   | siostra                   | siostra                   | siostra                   |  |  | probant | probant | probant | probant | probant | probant |  |  | żona/mąż         | żona/mąż         | żona/mąż         | żona/mąż         | żona/mąż         | żona/mąż         |  |  | szwagier    | szwagier    | szwagier    | szwagier    | szwagier    | szwagier    |  |  | szwagierka       | szwagierka       | szwagierka       | szwagierka       | szwagierka       | szwagierka       |  |  |
|                  |                  |                  |                  |                  |                  |  |  | brat cioteczny (kuzyn)             | brat cioteczny (kuzyn)             | brat cioteczny (kuzyn)             | brat cioteczny (kuzyn)             | brat cioteczny (kuzyn)             | brat cioteczny (kuzyn)             |            |            | siostra cioteczna (kuzynka) | siostra cioteczna (kuzynka) | siostra cioteczna (kuzynka) | siostra cioteczna (kuzynka) | siostra cioteczna (kuzynka) | siostra cioteczna (kuzynka) |          |          | brat stryjeczny (kuzyn)    | brat stryjeczny (kuzyn)    | brat stryjeczny (kuzyn)    | brat stryjeczny (kuzyn)    | brat stryjeczny (kuzyn)    | brat stryjeczny (kuzyn)    |  |  | siostra stryjeczna (kuzynka) | siostra stryjeczna (kuzynka) | siostra stryjeczna (kuzynka) | siostra stryjeczna (kuzynka) | siostra stryjeczna (kuzynka) | siostra stryjeczna (kuzynka) |                            |                            | brat                              | brat                              | brat                              | brat                              | brat                              | brat                              |                               |                               | bratowa                       | bratowa                       | bratowa                  | bratowa                  | bratowa                  | bratowa                  |                          |                          | szwagier                      | szwagier                      | szwagier                      | szwagier                      | szwagier                      | szwagier                      |                             |                             | siostra                     | siostra                     | siostra                   | siostra                   | siostra                   | siostra                   |  |  | probant | probant | probant | probant | probant | probant |  |  | żona/mąż         | żona/mąż         | żona/mąż         | żona/mąż         | żona/mąż         | żona/mąż         |  |  | szwagier    | szwagier    | szwagier    | szwagier    | szwagier    | szwagier    |  |  | szwagierka       | szwagierka       | szwagierka       | szwagierka       | szwagierka       | szwagierka       |  |  |
|                  |                  |                  |                  |                  |                  |  |  |                                    |                                    |                                    |                                    |                                    |                                    |            |            |                             |                             |                             |                             |                             |                             |          |          |                            |                            |                            |                            |                            |                            |  |  |                              |                              |                              |                              |                              |                              |                            |                            |                                   |                                   |                                   |                                   |                                   |                                   |                               |                               |                               |                               |                          |                          |                          |                          |                          |                          |                               |                               |                               |                               |                               |                               |                             |                             |                             |                             |                           |                           |                           |                           |  |  |         |         |         |         |         |         |  |  |                  |                  |                  |                  |                  |                  |  |  |             |             |             |             |             |             |  |  |                  |                  |                  |                  |                  |                  |  |  |
|                  |                  |                  |                  |                  |                  |  |  |                                    |                                    |                                    |                                    |                                    |                                    |            |            |                             |                             |                             |                             |                             |                             |          |          |                            |                            |                            |                            |                            |                            |  |  |                              |                              |                              |                              |                              |                              |                            |                            |                                   |                                   |                                   |                                   |                                   |                                   |                               |                               |                               |                               |                          |                          |                          |                          |                          |                          |                               |                               |                               |                               |                               |                               |                             |                             |                             |                             |                           |                           |                           |                           |  |  |         |         |         |         |         |         |  |  |                  |                  |                  |                  |                  |                  |  |  |             |             |             |             |             |             |  |  |                  |                  |                  |                  |                  |                  |  |  |
|                  |                  |                  |                  |                  |                  |  |  |                                    |                                    |                                    |                                    |                                    |                                    |            |            |                             |                             |                             |                             |                             |                             |          |          |                            |                            |                            |                            |                            |                            |  |  |                              |                              |                              |                              |                              |                              |                            |                            | bratanek                          | bratanek                          | bratanek                          | bratanek                          | bratanek                          | bratanek                          |                               |                               | bratanica                     | bratanica                     | bratanica                | bratanica                | bratanica                | bratanica                |                          |                          | siostrzeniec                  | siostrzeniec                  | siostrzeniec                  | siostrzeniec                  | siostrzeniec                  | siostrzeniec                  |                             |                             | siostrzenica                | siostrzenica                | siostrzenica              | siostrzenica              | siostrzenica              | siostrzenica              |  |  | syn     | syn     | syn     | syn     | syn     | syn     |  |  | synowa           | synowa           | synowa           | synowa           | synowa           | synowa           |  |  | zięć        | zięć        | zięć        | zięć        | zięć        | zięć        |  |  | córka            | córka            | córka            | córka            | córka            | córka            |  |  |
|                  |                  |                  |                  |                  |                  |  |  |                                    |                                    |                                    |                                    |                                    |                                    |            |            |                             |                             |                             |                             |                             |                             |          |          |                            |                            |                            |                            |                            |                            |  |  |                              |                              |                              |                              |                              |                              |                            |                            | bratanek                          | bratanek                          | bratanek                          | bratanek                          | bratanek                          | bratanek                          |                               |                               | bratanica                     | bratanica                     | bratanica                | bratanica                | bratanica                | bratanica                |                          |                          | siostrzeniec                  | siostrzeniec                  | siostrzeniec                  | siostrzeniec                  | siostrzeniec                  | siostrzeniec                  |                             |                             | siostrzenica                | siostrzenica                | siostrzenica              | siostrzenica              | siostrzenica              | siostrzenica              |  |  | syn     | syn     | syn     | syn     | syn     | syn     |  |  | synowa           | synowa           | synowa           | synowa           | synowa           | synowa           |  |  | zięć        | zięć        | zięć        | zięć        | zięć        | zięć        |  |  | córka            | córka            | córka            | córka            | córka            | córka            |  |  |
|                  |                  |                  |                  |                  |                  |  |  |                                    |                                    |                                    |                                    |                                    |                                    |            |            |                             |                             |                             |                             |                             |                             |          |          |                            |                            |                            |                            |                            |                            |  |  |                              |                              |                              |                              |                              |                              |                            |                            |                                   |                                   |                                   |                                   |                                   |                                   |                               |                               |                               |                               |                          |                          |                          |                          |                          |                          |                               |                               |                               |                               |                               |                               |                             |                             |                             |                             |                           |                           |                           |                           |  |  |         |         |         |         |         |         |  |  |                  |                  |                  |                  |                  |                  |  |  |             |             |             |             |             |             |  |  |                  |                  |                  |                  |                  |                  |  |  |
|                  |                  |                  |                  |                  |                  |  |  |                                    |                                    |                                    |                                    |                                    |                                    |            |            |                             |                             |                             |                             |                             |                             |          |          |                            |                            |                            |                            |                            |                            |  |  |                              |                              |                              |                              |                              |                              |                            |                            |                                   |                                   |                                   |                                   |                                   |                                   |                               |                               |                               |                               |                          |                          |                          |                          |                          |                          |                               |                               |                               |                               |                               |                               |                             |                             |                             |                             |                           |                           |                           |                           |  |  |         |         |         |         |         |         |  |  |                  |                  |                  |                  |                  |                  |  |  |             |             |             |             |             |             |  |  |                  |                  |                  |                  |                  |                  |  |  |
|                  |                  |                  |                  |                  |                  |  |  |                                    |                                    |                                    |                                    |                                    |                                    |            |            |                             |                             |                             |                             |                             |                             |          |          |                            |                            |                            |                            |                            |                            |  |  |                              |                              |                              |                              | wnuk stryjeczny/ cioteczny   | wnuk stryjeczny/ cioteczny   | wnuk stryjeczny/ cioteczny | wnuk stryjeczny/ cioteczny | wnuk stryjeczny/ cioteczny        | wnuk stryjeczny/ cioteczny        |                                   |                                   | wnuczka stryjeczna/ cioteczna     | wnuczka stryjeczna/ cioteczna     | wnuczka stryjeczna/ cioteczna | wnuczka stryjeczna/ cioteczna | wnuczka stryjeczna/ cioteczna | wnuczka stryjeczna/ cioteczna |                          |                          | wnuk wujeczny/ cioteczny | wnuk wujeczny/ cioteczny | wnuk wujeczny/ cioteczny | wnuk wujeczny/ cioteczny | wnuk wujeczny/ cioteczny      | wnuk wujeczny/ cioteczny      |                               |                               | wnuczka wujeczna/ cioteczna   | wnuczka wujeczna/ cioteczna   | wnuczka wujeczna/ cioteczna | wnuczka wujeczna/ cioteczna | wnuczka wujeczna/ cioteczna | wnuczka wujeczna/ cioteczna |                           |                           |                           |                           |  |  | wnuk    | wnuk    | wnuk    | wnuk    | wnuk    | wnuk    |  |  | wnuczka          | wnuczka          | wnuczka          | wnuczka          | wnuczka          | wnuczka          |  |  | wnuk        | wnuk        | wnuk        | wnuk        | wnuk        | wnuk        |  |  | wnuczka          | wnuczka          | wnuczka          | wnuczka          | wnuczka          | wnuczka          |  |  |

## Anglojęzyczny system nazewnictwa
W języku angielskim używa się stopni i przesunięć oraz nazwy kuzyn (np. 1st cousins once removed to kuzyni pierwszego stopnia raz przesunięci, co w języku polskim oznacza dzieci stryjecznych lub ciotecznych dziadków. Angielska notacja nie oddaje w nazwie różnicy pokoleń (kuzynami są zarówno nasze kuzynostwo jak i wujostwo oraz wszyscy ich potomkowie, dla których jest się wujkiem lub ciocią). Stopień nawiązuje do stopnia pokrewieństwa ze wspólnym przodkiem (lecz nie jest z nim tożsamy), a przesunięcie nawiązuje do różnicy pokoleń, aczkolwiek w danym stopniu kuzyn przesunięty w górę (dla probanta to wujek lub ciotka) nazywa się tak samo jak kuzyn przesunięty w dół (probant jest dla tej osoby wujkiem lub ciocią). W całym tekście, ilekroć mowa o stopniach, to chodzi o nasze stopnie pokrewieństwa lub powinowactwa, a nie stopnie kuzynostwa anglosaskiego.

## Wszystkie nazwy alfabetycznie
Odsyłacze prowadzą do Wikisłownika.
babka
– babka cioteczna
– babka macierzysta
– babka ojczysta
– babka po kądzieli
– babka po mieczu
– babka stryjeczna
– babcia
– bliźniak
– brat
– brat cioteczny
– brat stryjeczny
– brat wujeczny
– bratanek
– bratanica
– bratowa
– ciocia
– cioteczna siostra
– cioteczny
– cioteczny brat
– ciotka
– córka
– dziadek
– dziadek cioteczny
– dziadek macierzysty
– dziadek ojczysty
– dziadek po kądzieli
– dziadek po mieczu
– dziadek stryjeczny
– dziadkowie
– dziewierz
– jątrew
– kuzyn
– kuzynka
– kuzynostwo
– macocha
– małżonek
– małżonkowie
– mama
– matka
– mąż
– naciot
– ojciec
– ojczym
– ojczysty
– pasierb
– pasierbica
– pociot
– po kądzieli
– po mieczu
– prababka
– prababka
– pradziad
– pradziadek
– pradziadkowie
– prawnuczka
– prawnuk
– prawnuki
– przybrana matka
– przybrany
– przybrany ojciec
– przyrodnia siostra
– przyrodni
– przyrodni brat
– rodzeństwo
– rodzeństwo cioteczne
– rodzeństwo stryjeczne
– rodzeństwo wujeczne
– rodzic
– rodzice
– siostra
– siostra cioteczna
– siostra stryjeczna
– siostra wujeczna
– siostrzenica
– siostrzeniec
– stryj
– stryjek
– stryjenka
– stryjna
– stryjostwo
– swachna
– swat
– swatowa
– syn
– synowa
– szwagier
– szwagierka
– świekr
– świekier
– świekra
– tata
– teściowa
– teść
– wnuczka
– wnuk
– wnuki
– współmałżonek
– wuj
– wujek
– wujostwo
– zięć
– żona

## Relacje rodzinne w tekstach prawnych
Teksty aktów normatywnych (np. ustaw) posługują się niemal wyłącznie stopniami i liniami pokrewieństwa i powinowactwa, bez wyliczania nazw konkretnych relacji. I tak zamiast nazywać poniższe relacje, ustawodawca napisze zamiast:
- przodek – wstępny lub krewny w linii prostej,
- potomek – zstępny lub krewny w linii prostej,
- rodzice – pokrewieństwo pierwszego stopnia w linii prostej,
- dzieci – dzieci, ewentualnie zstępni lub pokrewieństwo pierwszego stopnia w linii prostej,
- rodzeństwo – rodzeństwo, ewentualnie pokrewieństwo drugiego stopnia w linii bocznej,
- (współ)małżonek
- teściowie – powinowactwo pierwszego stopnia w linii prostej,
- dzieci przybrane – powinowactwo w linii prostej pierwszego stopnia (dzieci małżonka); także przysposobieni
- szwagrowie – powinowactwo w linii bocznej,

itd.
Prawo posługuje się również terminami:
- dziecko i rodzice (prawo rodzinne),
- dzieci, małżonek, rodzice, rodzeństwo (art. 931 kc i nn.) oraz dziadkowie (np. art. 934 i 938 kc),
- małżonek lub współmałżonek (prawo podatkowe, socjalne),

Z reguły prawo nie odnosi się do dalszych stopni pokrewieństwa.